# Sätraligan
Sätraligan, användes för första gången användes i tidningen rörande en grupp tjuvar från Sätra, Gävle som härjade i Gävleområdet under 1990- och 2000-talen. Personerna fängslades senare för bland annat narkotikabrott och en serie grova rån.
Med Sätraligan kan man även mena Sveriges första huliganfirma.
Namnet gick senare i arv till en ny grupp brottslingar, den här gången ungdomar i 20-årsåldern, som specialiserat sig på inbrott med mål och på 2010-talet stal de många datorer. De hamnade dock strax också i fängelse, och namnet Sätraligan hade snart blivit ökänt landet över.
Numera är de flesta ifrån gamla Sätraligan vanliga samhällsmedborgare.